# غرداب (تشيلو)
غرداب (بالفارسية: گرداب) هي منطقة سكنية تقع في إيران في قسم تشيلو الريفي. يقدر عدد سكانها بـ 70 نسمة بحسب إحصاء 2016.